# Clusia intermedia
Clusia intermedia là một loài thực vật có hoa trong họ Bứa. Loài này được G.Mariz mô tả khoa học đầu tiên năm 1974.